# CastaDiva
Casta Diva es un resort de 5 estrellas localizado en Blevio en la provincia de Como (Italia).
El corazón del resort es la Villa Roccabruna, que fue casa de la soprano Giuditta Pasta y donde el compositor Vincenzo Bellini compuso dos de sus más famosos trabajos: La Sonnambula y Norma.

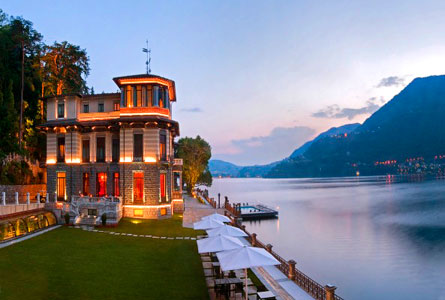
CastaDiva

El resort fue nombrado como la famosa aria de Norma: "Casta Diva"

## Historia
Villa Roccabruna es una de las villas de CastaDiva. Fue hogar de la famosa cantante de ópera Giuditta Pasta y además fue el lugar donde el célebre compositor Vincenzo Bellini escribió dos óperas: La sonámbula y Norma (en la cual presentó la célebre aria “Casta Diva”).
Villa Roccabruna fue construida en el siglo XVIII a las orillas del lago Como en Blevio siendo
después renovada por la cantante lírica Giuditta Pasta. El arquitecto Filippo Ferranti estuvo a
cargo de los trabajos de restauración de 1827 a 1829.
La villa fue un punto de encuentro para diversos artistas, compositores y cantantes; entre
ellos se encuentra Vincenzo Bellini, quien probablemente debido al lacustre paisaje, produjo
dos de sus óperas más famosas, las cuales Giuditta fue la primera en interpretar.
Se dice también que Gaetano Donizetti permaneció un mes en esta villa cuando se encontraba
trabajando en Anna Bolena.

## Actualidad
Hoy en día la villa ha sido renovada y alberga al Resort & Spa CastaDiva.